# Pedro García de la Huerta Izquierdo
Pedro García de la Huerta Izquierdo (Santiago, 29 de diciembre de 1869- ¿?) fue un abogado y político liberal chileno. Fue diputado, senador y ministro de Estado de varios gobiernos durante la República Parlamentaria.

## Biografía
Hijo del político Manuel García de la Huerta Pérez y Ceferina Izquierdo Urmeneta. Su hermano fue el también político Manuel García de la Huerta.
Hizo sus estudios en el Instituto Nacional y en el Colegio de los Sagrados Corazones de Santiago. Cursó Leyes en la Universidad de Chile, obteniendo el título de abogado en diciembre de 1890. Se dedicó además a la agricultura, actividad que le hizo acrecentar sus valiosos intereses.
Se casó en Santiago, el 28 de abril de 1895, con Ana Matte Gormaz y tuvieron dos hijos, uno de ellos, Pedro García de la Huerta Matte.

## Carrera política
Desde joven fue miembro caracterizado del Partido Liberal y figuró en asambleas y centros de propaganda. Fue sostenedor incansable de los ideales liberales, siendo columnista en el diario La Mañana.
Ingresó al Congreso como diputado por Cauquenes en el periodo 1906-1909 (se incorporó el 15 de octubre de 1907, en reemplazo de Guillermo Pinto Agüero, que fue nombrado Ministro Plenipotenciario en Ecuador, Colombia y Centroamérica) y fue reelecto para el periodo 1909-1912. Posteriormente fue elegido senador como representante del Maule, por el periodo 1912-1918.
En junio de 1909 fue designado ministro de Industria y Obras Públicas por el presidente Pedro Montt, hasta el 16 de agosto del mismo año.
En 1913 fue llamado nuevamente a La Moneda, esta vez durante el gobierno de Ramón Barros Luco, para ejercer como ministro de Hacienda. Entre los numerosos proyectos de ley que patrocinó se destaca el que se refiere a la irrigación del territorio nacional que lo inició en 1913 y fue convertido en ley. Este proyecto sobre regadío obligatorio, era para emprender, mediante la iniciativa del Estado, grandes obras de esta naturaleza en el Maule, que beneficiarían la riqueza de esas regiones. También fue ministro de Guerra y Marina en calidad de subrogante, en el año 1913.
El 6 de septiembre de 1918 fue designado ministro del Interior por el presidente Juan Luis Sanfuentes, cargo que ocupó hasta el 28 de noviembre de ese año. Volvió a ser nombrado en el mismo ministerio por Sanfuentes el 1 de julio de 1920, manteniéndose hasta el fin del gobierno en diciembre de ese año. En esa calidad, acompañó al príncipe Alfonso de Borbón a Punta Arenas para la inauguración del monumento a Hernando de Magallanes, descubridor del estrecho homónimo.